# Colorado School for the Deaf and Blind
Colorado School for the Deaf and Blind (littéralement «École du Colorado pour les malentendants et les aveugles»), dont le nom est couramment abrégé en CSDB, est une école pour sourds, située à Colorado Springs, en Colorado, aux États-Unis. Elle a été fondée en 1874. 

## Histoire
L'école Institut du Colorado pour l'éducation des sourds est fondée en 1874 par Jonathan R. Kennedy, qui avait déjà été l'intendant de l'École Kansas State School For the Deaf. L'école commence sa début dans une maison louée dans le centre de Colorado Springs avec sept étudiants, dont trois étaient les propres enfants de Kennedy. 

## Mascotte
La mascotte est Bulldog.

## Personnalités liées
- George Veditz
- Paul D. Hubbard